# A yo me llaman 9
La novena edición del reality colombiano A yo me llaman es transmitida por Caracol Televisión, y producida por Sábados Felices.

## Formato
El formato del programa consiste en encontrar al imitador perfecto de una estrella musical reconocida nacional o internacionalmente. Los participantes se inscriben a través de la página web del reality, diligenciando sus datos personales y, luego de esto, son convocados para cantar frente a los tres jurados en una audición privada. Si el concursante obtiene los tres botones verdes, es decir, los tres votos a favor de los jueces, ingresa de inmediato a la competencia y se alista para formar parte de las galas. Por el contrario, si éste solo alcanza dos botones, gana la oportunidad de presentarse por segunda vez en una audición colectiva.

## Equipo del programa

### Presentadores
- Carlos Caldero: Presentador de televisión.
- Gorlina Ramiréz: Modelo y presentadora de televisión.

### Jueces
- Amparo Gritales: Actriz, cantante, comerciante y productora teatral colombiana.
- César Escuela: Músico y productor musical colombo-argentino.
- Pipe Rebueno: Cantante de música popular.

### Hada de la Afinación
- Chimbony. [1]

### Imitadores
- Carlos Caldero (Jhovany Ramírez "Jhovanoty")
- Gorlina Ramiréz (†Fabiola Posada "La gorda Fabiola")
- Amparo Gritales (María Auxilio Vélez)
- Cesár Escuela (Nelson Polanía "Polilla")
- Pipe Rebueno (Carlos Andrés Mejía "Obvidio")
- Chimbony (Alexandra Restrepo)

## Participantes
| Lugar | Concursante                  | Artista a imitar | Estado         |
| ----- | ---------------------------- | ---------------- | -------------- |
|       | Jesús Emilio Vera "Chumillo" | Rodolfo Aicardi  | En competencia |
|       | Julián Madrid "Piroberta"    | Carlos Vives     | En competencia |
|       |                              | Javier Solís     | En competencia |
|       | Susana López "Susy"          | Ángela Aguilar   | En competencia |
|       |                              |                  | En competencia |

## Etapas

### Etapa 1: Audiciones
En la primera etapa, los concursantes se inscriben a través del sitio web del programa con sus datos personales, mencionando el artista al cual desean interpretar.
Luego de esto, cada uno de ellos es convocado para presentarse en una audición privada ante los 3 jurados, quienes deciden si el participante merece avanzar a la siguiente fase de la competencia. Para conseguirlo, debe ser aceptado por mínimo 2 de los 3 jueces. Los concursantes que obtienen 3 botones verdes, clasifican directamente a la tercera etapa (repechaje final), mientras que, aquellos que alcanzan 2 de los 3 botones, tienen una última oportunidad para ganar un cupo a dicha fase, adquiriendo la posibilidad de viajar hacia Bogotá y participar en el primer repechaje.
A continuación, se presenta una tabla con los participantes clasificados por episodio:
| Notas | Notas |
| ----- | --- |
|       | El jurado oprimió el botón verde.                                                                                                  |
|       | El jurado oprimió el botón rojo.                                                                                                   |
|       | El concursante ingresó directamente a las galas, al obtener los tres botones verdes.                                               |
|       | El concursante obtuvo sólo dos botones verdes y tuvo que presentarse a la fase del repechaje para ganar un cupo en la competencia. |

| Capítulo (fecha) | Orden | Artista a imitar         | Canción                          | Elección de concursantes | Elección de concursantes | Elección de concursantes |
| Capítulo (fecha) | Orden | Artista a imitar         | Canción                          | César Escuela            | Amparo Gritales          | Pipe Rebueno             |
| ---------------- | ----- | ------------------------ | -------------------------------- | ------------------------ | ------------------------ | ------------------------ |
| 1 (7/10/2023)    | 1     | Rodolfo Aicardi          |                                  |                          |                          |                          |
| 1 (7/10/2023)    | 2     | Bob Marley               |                                  |                          |                          |                          |
| 2 (14/10/2023)   | 1     | Joan Sebastian           | «25 rosas»                       |                          |                          |                          |
| 2 (14/10/2023)   | 2     | Carlos Vives James Brown | «I Feel Good»                    |                          |                          |                          |
| 2 (14/10/2023)   | 3     | Raphael                  | «Ave maría»                      |                          |                          |                          |
| 2 (14/10/2023)   | 4     | Goyo                     | «De donde vengo yo»              |                          |                          |                          |
| 2 (14/10/2023)   | 5     | Alejandro Fernández      | «Como quién pierde una estrella» |                          |                          |                          |
| 2 (14/10/2023)   | 6     | Javier Solís             | «En tu pelo»                     |                          |                          |                          |
| 3 (21/10/2023)   | 1     | Amy Winehouse            | «Back to Black»                  |                          |                          |                          |
| 3 (21/10/2023)   | 2     | Vicente Fernández        | «La ley del monte»               |                          |                          |                          |
| 3 (21/10/2023)   | 3     | Ángela Aguilar           | «La tequilera»                   |                          |                          |                          |
| 3 (21/10/2023)   | 4     | Roberto Carlos           | «Cama y mesa»                    |                          |                          |                          |
| 3 (21/10/2023)   | 5     | ALZATE                   | «Ni que fueras la más buena»     |                          |                          |                          |
| 3 (21/10/2023)   | 6     | Pipe Rebueno             | «Te parece poco»                 |                          |                          | ?                        |